# مسجد الشهداء (صنعاء)
مسجد الشهداء مسجد يقع في صنعاء عاصمة اليمن. يقع جنوب الجامع الكبير وقصر غمدان بين مبنى (وزارة الدفاع) «مجمع العرضي» ناحية الغرب ومقبرة الشهداء ناحية الشرق.